# Josef Južanin
Josef Južanin (9. prosince 1927, Svidnička – 24. února 2009, Střítež) byl český dělník, zemědělec a voják.

## Biografie

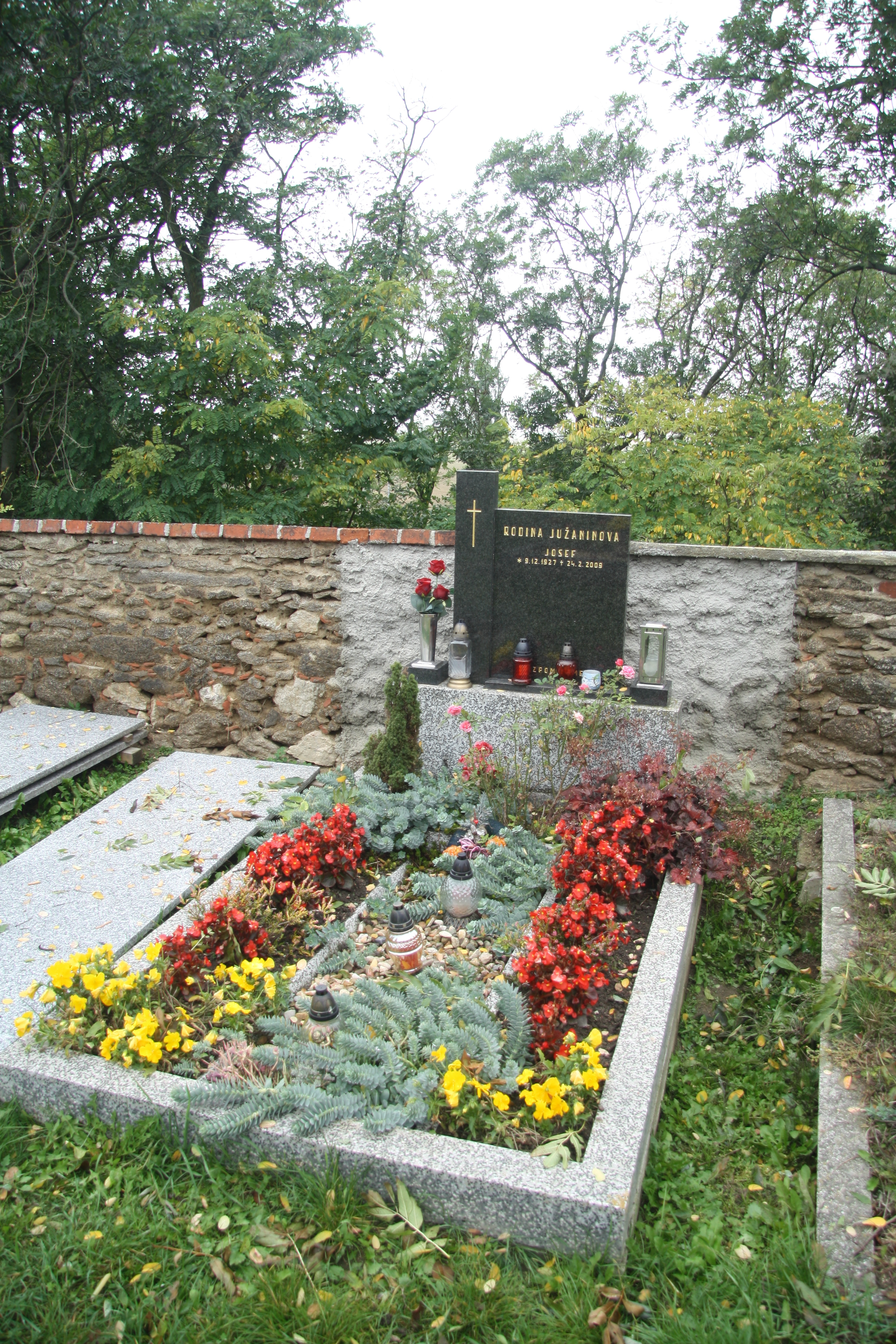
Hrob Josefa Južanina na hřbitově u kostela sv. Marka ve Stříteži

Josef Južanin se narodil v roce 1927 ve Svidničce, v roce 1944 byl německou armádou spolu s dalšími kamarády přinucen kopat zákopy u rodné vesnice. Všichni chlapci však utekli do Polska, kde v Královském Vrubliku vstoupili do 1. československého armádního sboru. Do armády pak byl přijat v říjnu 1944, kdy začal pomáhat s výstrojí a následně přešel do čety spojařů. Posléze ve Snině podstoupil vojenský výcvik a byl přiřazen do 3. brigády jako spojař. Prošel bojovou cestu od Liptovského Mikuláše přes Strečno do Kroměříže. Z armády pak byl propuštěn v Bratislavě.
Po skončení druhé světové války se vrátil do rodné vesnice, která však byla mezitím vypálena a okolí bylo zaminováno. Jeho rodina však přežila a on se s ní tak setkal. Při cestě na taneční zábavu do vedlejší vesnice našli spolu s dalšími chlapci protitankovou minu, která nešťastnou náhodou vybuchla a zabila na místě šest z nich. Z toho důvodu pak odešel na Moravu, kde žil jeho bratr. Bratr si pořídil ve vesnici Mutná zemědělskou usedlost, kde měli žít jejich rodiče, ale ti nakonec zůstali ve Svidničce a tak se do Mutné odstěhoval Josef Južanin a hospodařil na statku sám.
Roku 1952 pak statek převzalo zemědělské družstvo, Josef se oženil a začal pracovat v družstvu. Mezi lety 1958 a 1962 působil jako předseda zemědělského družstva a po sloučení několika družstev pracoval jako traktorista. Z důvodu zhoršení zdravotního stavu s touto prací musel skončit a odstěhoval se tak zpět do Svidničky a pracoval jako lesní dělník. V roce 1963 zakoupil dům ve Stříteži nedaleko Třebíče a nastoupil jako dělník do První brněnské strojírny v Třebíči.